# Cosumnes River AVA
Cosumnes River AVA (anerkannt seit dem 17. Juli 2006) ist ein Weinbaugebiet im US-Bundesstaat Kalifornien. Das Gebiet erstreckt sich über die zwei Verwaltungsgebiete von San Joaquin County und zum überwiegenden Teil von Sacramento County. Die geschützte Herkunftsbezeichnung ist eine Subzone der übergeordneten Lodi AVA. Das Gebiet liegt auf einer Höhe von 2 m (5 ft) bis 15 m ü. NN. Der häufige Nebel, der sich in diesen Niederungen lange hält, bewirkt, dass die Cosumnes River AVA die kühlste Gegend innerhalb von Lodi ist.